# Rosenstein (Naturschutzgebiet)
Rosenstein ist ein Naturschutzgebiet auf dem Gebiet der baden-württembergischen Stadt Heubach im Ostalbkreis.

## Kenndaten
Das Gebiet wurde mit Verordnung des Regierungspräsidiums Stuttgart vom 30. Januar 1981 als Naturschutzgebiet ausgewiesen und hat eine Größe von 22,0 Hektar. Es wird unter der Schutzgebietsnummer 1.086 geführt. Der CDDA-Code für das Naturschutzgebiet lautet 82440 und entspricht der WDPA-ID.

## Lage
Das Schutzgebiet liegt rund 500 Meter südwestlich des Heubacher Stadtteils Lautern, am Osthang des Rosensteins. Es liegt im 2.533 Hektar großen FFH-Gebiet Nr. 7224-342 Albtrauf Donzdorf-Heubach als auch im Vogelschutzgebiet (SPA-Gebiet) Albtrauf Heubach und ist vom 2.887 Hektar großen Landschaftsschutzgebiet Kaltes Feld bis Rosenstein fast vollständig umschlossen.
Das NSG Rosenstein liegt im Naturraum 096-Albuch und Härtsfeld innerhalb der naturräumlichen Haupteinheit 09-Schwäbische Alb.

## Schutzzweck
Schutzzweck ist die Erhaltung des Ostfelsens am Rosenstein, eines markanten Felsens am Trauf der Ostalb, sowie die Erhaltung und Förderung der hier in reichem Maße vorkommenden seltenen Pflanzen- und Tiergesellschaften sowie die Schaffung eines Regenerationsraumes für besonders bedrohte Tierarten.